# Кашуба Віталій Вікторович
Віталій Вікторович Кашуба (11 лютого 1989) — український футболіст, що виступає на позиції півзахисника. Відомий за виступами за українських футбольних клуби першої та другої ліг — «Волинь» та «Зірка» (Кіровоград), грав також за футзальний клуб Екстра-ліги «Кардинал-Рівне».

## Кар'єра футболіста
Віталій Кашуба розпочав займатися футболом у Ковелі, пізніше продовжив удосконалення футбольної майстерності в футбольному клубі БРВ-ВІК. У професійному футболі Кашуба дебютував у 2006 році за команду першої ліги «Волинь», проте зіграв у команді лише 7 матчів, і в другій половині сезону грав за аматорський клуб «Арсенал» з Білої Церкви. У липні 2007 року повернувся до «Волині», проте цього разу зіграв у команді лише 2 матчі, після чого до кінця сезону грав за БРВ-ВІК у чемпіонаті області. У 2008 році Віталій Кашуба поповнив склад друголігової команди «Зірка» з Кіровограда, проте в іграх чемпіонату знаходився в запасі команди, і зіграв за клуб лише 2 матчі в Кубку України. Пізніше футболіст повернувся до Ковеля, де грав за аматорський клуб «Ковель-Волинь», а в 2010 році грав також за аматорський клуб «Сокаль» з однойменного міста. Паралельно Віталій Кашуба грав за ковельські футзальні клуби «Шанс-Авто» і «Аперкот» у першій лізі чемпіонату України. У 2013 році Кашубу вперше запросили на перегляд до футзального клубу Екстра-ліги «Кардинал-Рівне», з яким він вийшов до фіналу міжнародного клубного турніру в Кувейті. Проте пізніше гравець отримав важку травму, внаслідок чого не грав близько року. Незважаючи на це, головний тренер рівненського клубу Сергій Піддубний наступного року вирішив повторно запросити Кашубу до команди, після чого футболіст підписав контракт із клубом і дебютував у вищому дивізіоні українського футзалу. За «Кардинал-Рівне» Віталій Кашуба відіграв 11 матчів у чемпіонаті України, після чого грав за аматорський футбольний клуб «Гірник» із Соснівки. У 2016 році Кашуба повернувся до Ковеля, де знову грав за аматорський клуб «Ковель-Волинь». З 2017 року Віталій Кашуба знову грає за аматорський клуб із Соснівки, який змінив назву на «Рочин».